# Tricycleala maculipennis
Tricycleala maculipennis är en tvåvingeart som beskrevs av Villeneuve 1937. Tricycleala maculipennis ingår i släktet Tricycleala och familjen spyflugor. Inga underarter finns listade i Catalogue of Life.